# 应州 (南梁)
应州，中国南北朝时南梁时设置的州。
南梁置永阳县（今湖北省广水市），仍置应州，又有平靖郡。西魏时，又置平靖县。隋朝开皇十八年（598年），改永阳县为应山县。大业二年（606年）废应州，省平靖县入应山县，隶安陆郡。唐朝武德四年（621年）复置应州，仅辖应山县。八年废应州，应山县属安州。